# Frankopol (Trębanów)
Frankopol – część wsi Trębanów W Polsce, położona w województwie świętokrzyskim w powiecie ostrowieckim w gminie Ćmielów.
W latach 1975–1998 Frankpol administracyjnie należał do województwa kieleckiego.